# Schistophleps fulvia
Schistophleps fulvia är en fjärilsart som beskrevs av George Francis Hampson 1900. Schistophleps fulvia ingår i släktet Schistophleps och familjen björnspinnare. Inga underarter finns listade.